# Zęby trzonowe trybosfeniczne

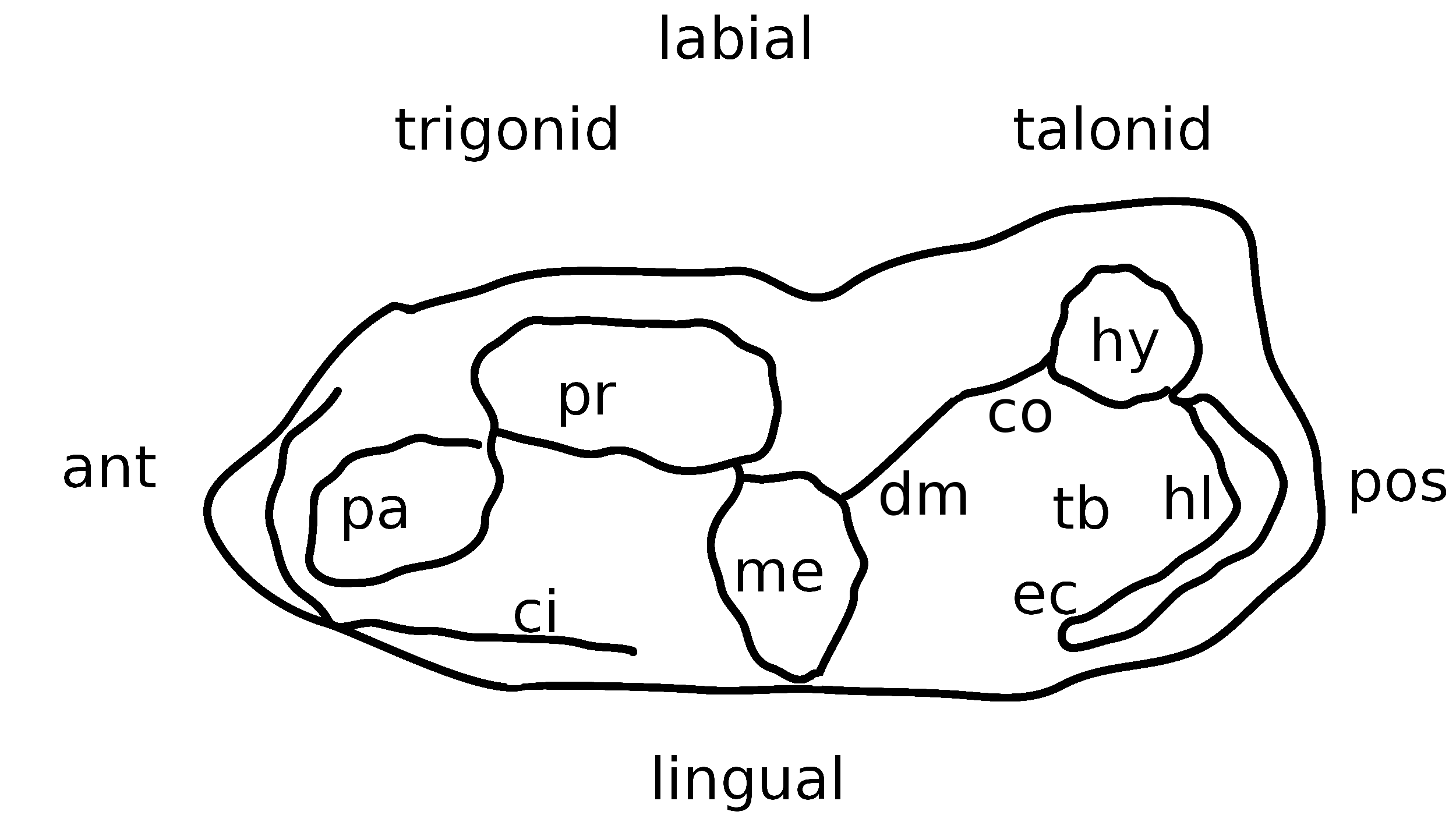
Guzki trzonowca trybosfenicznego: ant – przedni; pos – tylny; ci – obręcz (cingulum); pa – parakonid; pr – protokonid; me – metakonid; hy – hypokonid; hl – hypokonulid; ec – entocristid; tb – basen talonidu

Zęby trzonowe trybosfeniczne, trzonowce trybosfeniczne – rodzaj trzonowców występujących u ssaków, w których guzki zębów górnych wpasowują się we wgłębienia zębów dolnych. Działają na zasadzie młota i kowadła umożliwiając dokładne rozdrabnianie pokarmów.
Nazwa tego rodzaju zębów wywodzi się z greki i odnosi się do ich dwóch funkcji. Służą one do miażdżenia (tribein) oraz do cięcia (sphen) pokarmu.
W gromadzeniu wiedzy o ewolucji ssaków olbrzymią rolę odgrywają właśnie najczęstsze w zapisie kopalnym zęby, zwłaszcza trzonowce trybosfeniczne. Spotyka się je u ssaków z kladu Boreosphenida, a więc torbaczy i łożyskowców, w przeciwieństwie do stekowców, holoteriów bazalnych, symetrodontów, eupantoteriów. Debacie podlega głównie kwestia ich powstania.
Zęby te mają charakterystyczną budowę korony, zwykle obejmującej dwa zestawy guzków. Pierwszy z nich, położony od przodu, zwany jest trygonem w przypadku zębów szczękowych i trygonidem w przypadku zębów żuchwy. Oba tworzone są przez trzy guzki. Trygon składa się więc z następujących guzków:
- protokon (guzek językowy) – leży od strony języka,
- parakon (guzek przedniopoliczkowy) – leży od strony policzka, od przodu,
- metakon (guzek tylnopoliczkowy) – leży od strony policzka, od tyłu[2].

Guzki językowy, przedniopoliczkowy i tylnopoliczkowy zębów kości zębowej określane są odpowiednio mianami protokonidu, parakonidu i metakonidu. Guzki te, i w szczęce, i w żuchwie, ograniczają pewne zagłębienie, zwane basenem trygonu w szczęce i basenem trygonidu w żuchwie. W stronę tylnojęzykową od trygonu leży natomiast półka hypokonu, którą może ograniczać kolejny guzek hypokon, aczkolwiek nie musi on występować. Na półce tej leży talon. Jeśli chodzi o zęby dolne, odpowiada mu talonid. Talon jest zwykle mniejszy od talonidu, który znowu obejmować może 3 guzki:
- hypokonid (guzek policzkowy) – leżący od strony policzka,
- entokonid (guzek językowy) – leżący od strony języka,
- hypokonulid (guzek tylny) – leżący z tyłu[2].

Pomiędzy tymi guzkami, w środku talonidu, także znajduje się basen, zwany tym razem basenem talonidu. Guzki te tworzą pewną strukturę podstawową, modyfikowaną na rozmaite sposoby. Na krawędzi policzkowej mogą występować guzki dodatkowe nazywane stylami:
- parastyl,
- metastyl

lub konulami:
- parakonule,
- metakonule[2].

Występować mogą także grzebienie zwane też kristami. Z drugiej strony wymienione struktury mogą też podlegać redukcji.
Kiedy ssak zwiera zęby, do basenu talonidu wchodzi protokon zębów górnych podobnie do tłuczka gniotącego żywność w moździerzu. Pokarm tnie 6 głównych powierzchni trąco-tnących.
Podobne zęby, ale o inaczej rozmieszczonych guzkach, występowały u Australosphenida. Grupa te obejmuje współczesne stekowce, jednakże dzisiejsze stekowce nie mają zębów. Biorąc pod uwagę dalekie pokrewieństwo pomiędzy Australosphenida i Boreopshenida, podobieństwo zębów ssaków tych grup przypisuje się więc raczej konwergencji niż pochodzeniu od wspólnego przodka.